# Europees kampioenschap voetbal vrouwen 1995
Het Europees kampioenschap voetbal vrouwen 1995 was een voetbaltoernooi gehouden in Duitsland.
Het toernooi begon met een kwalificatieronde waarin 29 teams in acht groepen werden verdeeld. De groepswinnaars stroomden door naar de kwartfinales en de winnaars daarvan naar de halve finales. Beide ronden bestonden uit een thuis- en uitwedstrijd. De finale werd gespeeld in Duitsland.

## Gekwalificeerde landen voor de kwartfinale
- IJsland
- Engeland
- Rusland
- Duitsland
- Italië
- Noorwegen
- Denemarken
- Zweden

## Kwartfinale
Uitslagen eerste en tweede wedstrijd tussen haakjes.
| IJsland    | 2-4 (1-2, 1-2) | Engeland  |  |
| Rusland    | 0-5 (0-1, 0-4) | Duitsland |  |
| Denemarken | 2-3 (2-0, 0-3) | Zweden    |  |
| Italië     | 3-7 (1-3, 2-4) | Noorwegen |  |

## Halve finale
Uitslagen eerste en tweede wedstrijd tussen haakjes
| Engeland  | 2-6 (1-4, 1-2) | Duitsland |  |
| Noorwegen | 5-7 (4-3, 1-4) | Zweden    |  |

## Finale
In verband met het WK in Zweden ging de finale over 1 wedstrijd in Kaiserslautern
| Duitsland | 3-2 | Zweden |  |

| UEFA Europees kampioenschap vrouwenvoetbal Winnaar 1995 |
| ------------------------------------------------------- |
|                                                         |
| DUITSLAND 3e titel                                      |